# Висојевица
Висојевица је насељено место у Босни и Херцеговини у Општини Илијаш које административно припада Федерацији Босне и Херцеговине. Према попису становништва из 1991. у насељу је живео 121 становника.

## Становништво
По последњем службеном попису становништва из 1991. године, у насељу Висојевица је живео 121 становник. Сви становници су били Срби.